# Natalya Asanova
Natalya Asanova (russisch Наталья Асанова Natalja Assanowa; * 29. November 1989 in der Provinz Andijon, Usbekische SSR, UdSSR) ist eine ehemalige usbekische Hürdenläuferin, die sich auf die 400-Meter-Distanz spezialisiert hat.

## Sportliche Laufbahn
Erste Erfahrungen bei internationalen Meisterschaften sammelte Natalya Asanova im Jahr 2006, als sie bei den Juniorenasienmeisterschaften in Macau in 14,24 s die Silbermedaille im 100-Meter-Hürdenlauf gewann. Damit qualifizierte sie sich für die Juniorenweltmeisterschaften in Peking, bei denen sie aber mit 14,48 s in der ersten Runde ausschied. 2009 startete sie erstmals bei den Asienmeisterschaften in Guangzhou und gewann dort in 59,37 s auf Anhieb die Bronzemedaille hinter der Japanerin Satomi Kubokura und Noraseela Mohd Khalid aus Malaysia. 2010 belegte sie bei den Asienspielen ebendort in 57,25 s den sechsten Platz und im Jahr darauf wurde sie bei den Asienmeisterschaften in Kōbe in 59,72 s Achte. 2012 qualifizierte sie sich dann erstmals für die Olympischen Spiele in London, bei denen sie mit 58,05 s im Vorlauf ausschied.
2014 belegte sie bei den Hallenasienmeisterschaften in Hangzhou in 56,96 s den sechsten Platz im 400-Meter-Lauf und erreichte anschließend bei den Asienspielen im südkoreanischen Incheon in 60,42 s Rang acht im Hürdenlauf. 2016 nahm sie erneut an den Olympischen Spielen in Rio de Janeiro teil, schied dort aber erneut mit 62,37 s in der Vorrunde aus. 2018 bestritt sie in Taschkent ihren letzten Wettkampf und beendete daraufhin ihre Karriere als Leichtathletin im Alter von 28 Jahren.
In den Jahren 2010 und 2011 sowie 2013, 2014 und 2017 wurde Asanova usbekische Meisterin im 400-Meter-Hürdenlauf sowie 2010 auch über 400 Meter. Zudem siegte sie 2016 im 200-Meter-Lauf in der Halle und von 2016 bis 2018 wurde sie zudem Hallenmeisterin im 60-Meter-Hürdenlauf.

## Persönliche Bestzeiten
- 200 Meter: 24,87 s (+1,8 m/s), 23. Mai 2008 in Taschkent
  - 200 Meter (Halle): 24,95 s, 3. Februar 2012 in Taschkent
- 400 Meter: 53,97 s, 11. Juni 2011 in Taschkent
  - 400 Meter (Halle): 56,96 s, 15. Februar 2014 in Hangzhou
- 100 m Hürden: 14,16 s (+1,3 m/s), 3. Juni 2006 in Bischkek
  - 60 m Hürden (Halle): 8,49 s, 2. Februar 2012 in Taschkent
- 400 m Hürden: 56,13 s, 17. April 2012 in Taschkent